# أبو إسماعيل الهروي
أبو إسماعيل عبد الله بن محمد الهَرَوي الأنصاري ويُعرف أيضًا باسم أبي إسماعيل الهَرَوي (396 هـ-481 هـ) متصوف وفقيه حنبلي وشيخ خراسان، صاحب منازل السائرين وذم الكلام وأهله.

## نسبه
هو أبو إسماعيل عبد الله بن محمد بن علي بن محمد بن أحمد بن علي بن جعفر بن منصور بن مت الهَرَوي الأنصاري يعود نسبه إلى الصحابي أبي أيوب الأنصاري، وكان جدّه أبو منصور التابعي قد شارك في فتح خراسان في عهد الخليفة عثمان بن عفان، واستقر بعد ذلك في هراة.

## عنه
ولد سنة 396 هجرية، بمدينة هرات وفيها درس الفقه والحديث وعلم الرجال والتفسير، كما كان يتردد على مدينة نيسابور لطلب العلم. وقد سمع من جماعات من العلماء، ذكر منهم الذهبي في «سير أعلام النبلاء» أكثر من أربعين شيخًا ما بين مفسر ومقرئ ومحدث وواعظ وأديب.
ويعد أحد الشخصيات البارزة في خراسان في القرن الحادي عشر، وقد وُصف بأنه معلق للقرآن، مُقلّد، جدلي، ومعلم روحي، معروف بمواهبه الخطابية والشعرية بالعربية والفارسية.
كتب الفقيه الحنبلي ابن قيم الجوزية تعليقًا مطولًا على رسالة كتبها الأنصاري بعنوان مدارج السالكين. أعرب عن حبه وتقديره للأنصاري في هذا التعليق ببيانه، «شيخ الإسلام [الأنصاري] حبيبنا، لكن الحق أحبُّ إلينا» يشير ابن قيم الجوزية إلى الأنصاري باللقب الشرفي «شيخ الإسلام» في كتابه الوابل الصيب من الكلم الطيب.
له كتب عديدۃ عن التصوف والفلسفة الإسلامية باللغتين الفارسية والعربية. من أشهر أعماله «مناجات نامه» (حرفيا 'الابتهالات أو الحوارات مع الله')، التي تعتبر تحفة من الأدب الفارسي.

## مذهبه

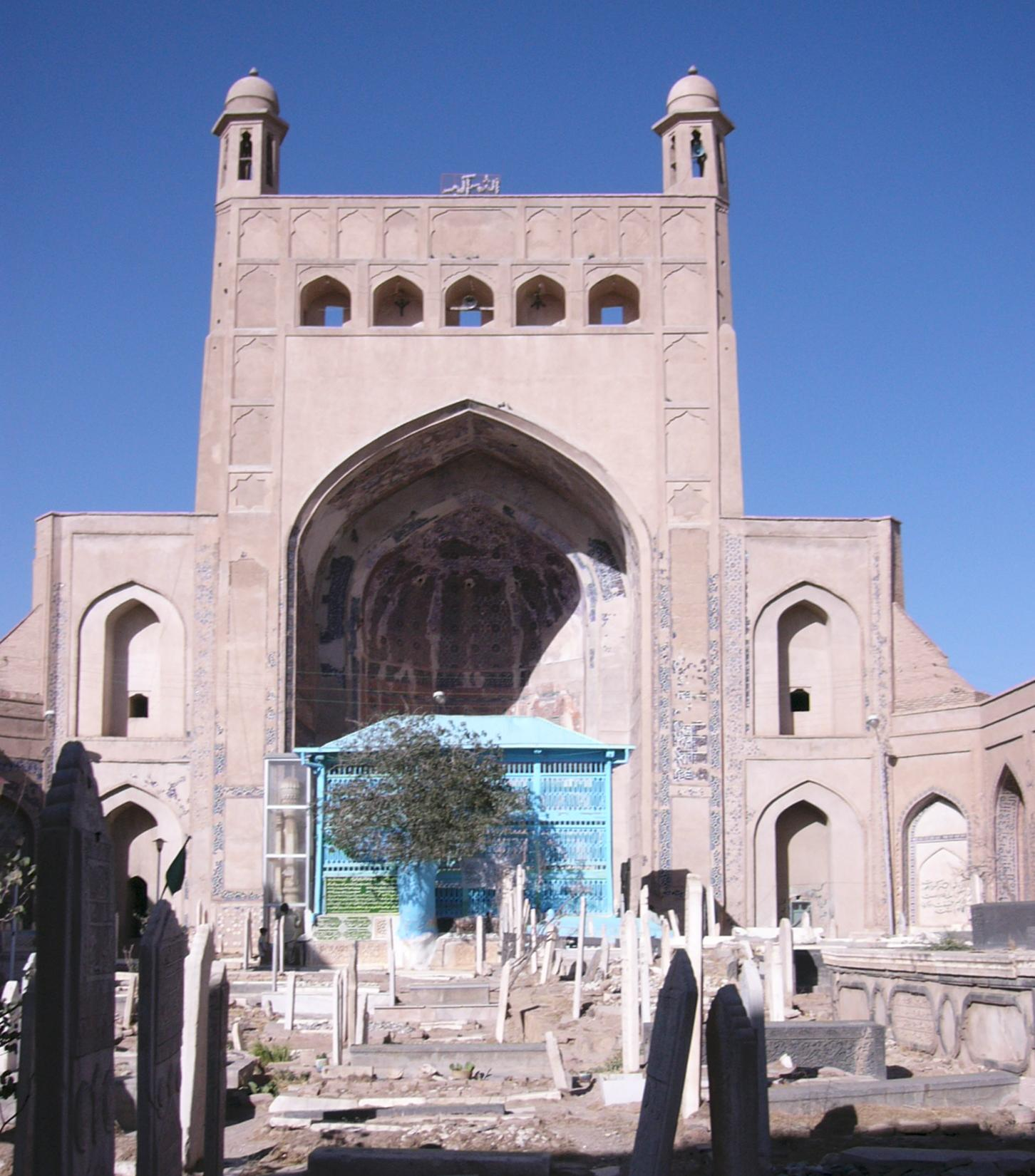
ضريح عبد الله الأنصاري في هرات بأفغانستان.

وكان شيخ الإسلام الهروي أثريا مثبتا، يهاجم أهل الكلام ، قال الحسين بن علي الكتبي: «خرج شيخ الإسلام لجماعة الفوائد بخطه إلى أن ذهب بصره فكان يأمر فيما يخرجه لمن يكتب ويصحح هو وقد تواضع بأن خرج لي فوائد ولم يبق أحد ممن خرج له سواي»، قال محمد بن طاهر سمعت أبا إسماعيل الأنصاري يقول: إذا ذكرت التفسير فإنما أذكره من مئة وسبعة تفاسير وسمعته ينشد على منبره:
إلى أن قال: «وقد كان هذا الرجل سيفا مسلولا على المتكلمين له صولة وهيبة واستيلاء.»
فلقد كان رحمه الله فقيها حنبليًا شديد التمسك بمذهبه، حتى نقل عنه أنه قال: «من لم ير مجلسي وتذكيري وطعن فيّ، فهو في حل». وقال أيضًا في قصيدته النونية التي أولها:

## كلام العلماء فيه
- قال أبو النضر الفامي: «كان بكر الزمان، وواسطة عقد المعاني، وصورة الإقبال، في فنون الفضائل، وأنواع المحاسن، منها نصرة الدين والسنة من غير مداهنة ولا مراقبة لسلطان ولا وزير، وقد قاسى بذلك قصد الحساد في كل وقت، وسعوا في روحه مرارًا، وعمدوا إلى هلاكه أطوارًا، فوقاه الله شرهم، وجعل قصدهم أقوى سبب لإرتفاع شأنه.»
- قال السلفي: «سألت المؤتمن عنه فقال: كان آية في لسان التذكير والتصوف، من سلاطين العلماء، وكان بارعًا في اللغة حافظًا للحديث.» وقال المؤتمن: «وكان يدخل على الأمراء والجبابرة، فما كان يبالي بهم، وكان يرى الغريب من المحدثين، فيكرمه أكرامًا يتعجب منه العام والخاص.»
- قال السمعاني: «كان مظهرًا للسنة، داعيًا إلهيًا، محرضًا عليها، وكان مكتفيًا بما يباسط به المريدين، ما كان يأخذ من الظلمة والسلاطين شيئًا، وما كان يتعدى إطلاقًا ما ورد في الظواهر من الكتاب والسنة، معتقدًا ما صح، غير مصرح بما يقتضيه من تشبيه.»[13]
- قال السيوطي: «وكان إماما متقنًا قائما بنصر السنة ورد المبتدعة.» وقال عنه أيضًا:[14] «شيخ الإسلام أبو إسماعيل الأنصاري الهروي الحافظ العارف من ولد أبي أيوب الأنصاري قال عبد الغفار كان إماما كاملا في التفسير حسن السيرة في التصوف على حظ تام من معرفة العربية والحديث التواريخ والأنساب قائما بنصر السنة والدين من غير مداهنة ولا مراقبة.»
- قال الزركلي: «شيخ خراسان في عصره من كبار الحنابلة وكان بارعًا في اللغة حافظًا للحديث عارفًا بالتاريخ الأنساب مظهرًا للسنة داعيا إليها».

### تحذير بعض العلماء منه
وُجِّهت إليه تهمة التشبيه والتجسيم من قِبَل المتكلمين والفقهاء وهي تهمة توجه لجزء من الأثرية أو الحنابلة المثبتة، من ذلك ما قاله تاج الدين السبكي (توفي سنة 771 هـ/1370 م)، الذي ذكر في كتابه طبقات الشافعية الكبرى أن أبا إسماعيل الهروي قد مُنِح زورًا وبهتانًا لقب «شيخ الإسلام» من قِبَل أتباعه من المشبِّهة والمجسِّمة، وهو لقب كان قد لقبه به بعض أتباعه. وفي هذا يقول: «فاعلم أن أبا إسماعيل عبـد اللـه بـن محمد الهروي، الذي تُسَمِّيه المُجَسِّمة شيخ الإسلام، قال: سألت يحيى بن عمار عن ابن حبان، قلت: رأيته؟ قال: وكيف لم أره؟ ونحن أخرجناه من سجستان، كان له علم كثير، ولم يكن له كبير دين، قدم علينا فأنكر الحد لله، فأخرجناه من سجستان». وقال  في موضع آخر ما نصه: «وكان الأنصاري المشار إليه رجلاً كثير العبادة محدثًاً إلا أنه يتظاهر بالتجسيم والتشبيه وينال من أهل السنة».
وجه له شمس الدين الذهبي بعض الانتقادات، وفي ذلك قال الذهبي ما نصه: «كدر كتابه الفاروق في الصفات بذكر أحاديث باطلة يجب بيانها وهتكها» منها، ما رواه بإسناده عن عبد اللّه بن وهب قال: «أكرموا البقر فإنها لم ترفع رأسها إلى السماء منذ عبد العجل حياء من اللّه عز وجل». وقال في غير موضع: «قد هدد بالقتل مرات ليقصر من مبالغته في إثبات الصفات»، ونقل الذهبي عنه في السير أنه قال: «ألعن من لم يعتقد أن الله في السماء».

## مؤلفاته
- منازل السائرين، والذي شرحه ابن القيم في مدارج السالكين.
- ذم الكلام وأهله، وهذا الكتاب من أشهر كتبه، وهذا الكتاب نقل منه شيخ الإسلام قطعة كبيرة في رسالته التسعينية، التي هي عبارة عن كتاب يتضمن تسعين وجهًا في نقض مذهب الأشاعرة، وخاصة في مسألة الكلام والقرآن.
- «كشف الاسرار وعدة الأبرار» وهو تفسير فارسي كبير.[20]
- الفاروق في صفات الله سبحانه وتعالى.
- رسالة مناقب الإمام أحمد بن حنبل.

## الراوون عنه
روى عنه كثيرون منهم: المؤتمن الساجي، ومحمد بن طاهر المقدسي، وعبد الله بن أحمد السمرقندي، وعبد الصبور بن عبد السلام الهروي، وعبد الملك الكروجي، وأبو الفتح محمد بن إسماعيل الفامي، وعطاء بن أبي الفضل المعلم، وحنبل بن علي البخاري، وأبو الوقت عبد الأول، وعبد الجليل بن أبي سعد، وآخر من روى عنه بالإجازة أبو الفتح نصر بن سيار.

## وفاته
وقد أطال الله في عمره، فمات وهو ابن أربع وثمانين سنة، وكانت وفاته في هراة عصر يوم الجمعة الثاني والعشرين من ذي الحجة سنة 481 هـ.

## وصلات خارجية
- أبو إسماعيل الهروي على موقع الموسوعة البريطانية (الإنجليزية)